# Sadness
«Sadness» (укр. Смуток) — скасована відеогра в жанрі «survival horror» для Wii консолі, і була однією з ранніх ігор оголошених для системи. Розроблювалась польською компанією «Nibris». Спочатку гра привернула позитивну увагу через цікаві ігрові концепти, як чорно-біла графіка і акцент на психологічному жаху понад насильством, але стала відомою через те що за чотири роки розробки не було опубліковано жодного ігрового демо. Було оголошено що «Sadness» увійшло у виробниче пекло через проблеми з дедлайнами і відносинами з зовнішніми розробниками, що призвело до скасування гри в 2010 році, разом із закриттям компанії.

## Концепт гри
Гру було рекламовано як унікальний і реалістичний «survival horror» який «здивує гравців» через фокус на психологічному жаху, а також «асоціації з нарколепсією, ніктофобією і параноїдною шизофренією.» Також позитивно було сприйняте оголошення про чорно-білий готичний стиль гри.
Розробники пообіцяли що в «Sadness» буде «дуже інноваційний ігровий процес» який буде використовувати усі переваги детекції руху пульту Wii і нунчаку Wii. Наприклад, натякалося що гравці зможуть використовувати пульт щоб тримати смолоскип і відганяти ним пацюків, або розмахувати ним як ласо щоб закинути мотузку через стіну, чи підбирати предмети простягши руку з пультом. Також було заплановано щоб гравець міг використовувати будь-який об'єкт як зброю, наприклад розбити пляшку і використовувати уламки як ніж, чи відламати ніжку стільця, і використовувати як палицю. В грі також були б відсутні ігрові меню (використовувалось би фонове збереження гри) і HUD задля більшого занурення.

### Сюжет
Події відбуваються в Україні перед першою світовою війною. Головний персонаж — Марія Ленґ'єл, аристократка вікторіанської епохи польсько-угорського походження, яка має захищати свого сина Олександра після того як їхній поїзд до Львова зійшов з колій. Її син сліпне через аварію, і починає проявляти дивну поведінку яка поступово погіршується. Ігровий сценарій і вороги, як вовкулака і лихо, ґрунтуються на слов'янській міфології. Щоб гравець відчував що він бере участь в подіях, сюжет планувалось робити нелінійним, залежним від дій гравця і з десятьма різними закінченнями.

## Історія
Гру було оголошено 7 березня 2006 року для «Nintendo Revolution», пізніше було випущено рекламний трейлер який демонстрував потенційне Wii контролювання гри. «Nibris» уклало угоду з «Frontline Studios», які б відповідали за програмування гри, і з «Digital Amigos», які б розробляли графіку гри, і було оголошено що «Sadness» видадуть в четвертому кварталі 2007 року.
Після 2007 року, компанія попала під критицизм різних вебсайтів і блогів через відсутність ігрових демо, трейлерів чи навіть скріншотів гри. Появились припущення що «Sadness» це «vaporware», після чого «Frontline Studios» повідомило про відхід від проєкту через «артистичні відмінності» і вихід гри відклали до 2009 року. Обіцянки «Nibris» випустити новий трейлер в кінці 2007 року і з'явитись на Конференції Розробників Ігор 2008 року теж не були виконані. Сайт «Destructoid» вирішив перестати писати про гру, пояснюючи це відсутністю доказів існування гри окрім концепт-арту і «красивих розмов.» Блоґ «Joystiq» описав гру як «комедію помилок» і «сором.» «Fog Studios», маркетинговий партнер «Nibris», відповіло на звинувачення в червні 2008 року і в вересні 2009 року, стверджуючи що гра в розробці і потребує видавця.
В травні 2009 року «N-Europe» взяло інтерв'ю у Адама Артура Антолскі, колишнього співробітника «Nibris» і сценариста гри, який розповів що затримки у випуску гри пов'язані з непогодженістю через ігровий дизайн, що призвело до пропуску запланованих дат. Антолскі стверджував що через відсутність консенсусу серед співробітників і «Frontline», єдиним прогресом за перший рік було завершення сценарію, концепту дизайну, і «єдиного 3D-об'єкту — здається вагонетки.» На запитання про заяву «Nibris» що вони будуть на виставці «Electronic Entertainment Expo», Антолскі відповів що «„Nibris“ завжди були кращими в рекламуванні чогось аніж творенні.» Компанія дійсно пропустила виставку, і гру не випустили на заплановану дату 2009 року.
Офіційний сайт «Nibris», який не поновлювався після оголошення про плани з'явитись на конференції 2008 року, закрився в лютому 2010 року. П'ятого квітня «N-Europe» повідомила що Аркадіуш Рейковскі, один з композиторів гри, виклав частину роботи в інтернет і підтвердив що гра більше не розробляється В жовтні «Nibris» перетворилося на «Європейський центр ігор» (англ. European Center of Games), повністю припиняючи розробку ігор, співробітники і проєкти були передані іншому розробнику ігор «Bloober Team».
20 травня 2014 року «Nintendo Life» опублікувало інтерв'ю з розробниками інді-ігор Ренді Фріа і Джеремі Кліве, з «HullBreach Studios» і «Cthulhi Games» відповідно, які стверджували що отримали права на гру і планують переробити гру до 2016 року. Версія б використовувала рушій «Unity». Наступного дня вони самі спростували це, заявивши що їм не вдалося отримати права на гру.